# DJ Food
Desarrollado originalmente por Coldcut en el sello Ninja Tune, el proyecto DJ Food comenzó en 1990 bajo la premisa de proveer metafóricamente de "comida para DJs" (food se traduce como "comida" al castellano). DJ Food publicó la serie Jazz Brakes, siendo Jazz Brakes Volume 3 el de mayor éxito. Estos discos consistían en colecciones de breaks, loops y samples, ideales para mezclar, remezclar y producir el sonido mezcla de jazz y hip hop típico de Ninja Tune.
Los Volúmenes 4 y 5 de la serie trascienden el formato de recopilatorio de breakbeat para poder ser considerados álbumes por derecho propio. Los últimos álbumes de DJ Food toman elementos de música latina, dub, techno, ambient y jungle para condimentar el funk habitual.
El álbum de 1995 A Recipe For Disaster supuso un movimiento deliberado desde el concepto de los Jazz Breaks hacia un disco que reflejara de modo más claro la identidad musical del artista.

## Miembros
Aunque el nombre haga pensar en un solo DJ, realmente DJ Food son varias personas. Jazz Breaks fue comenzado por Matt Black y Jonathan More (aka Coldcut) a principios de los 90. Durante su trayectoria conocieron a Patrick Carpenter. Más adelante se fue estableciendo un proyecto de colaboración difuso con personas de mentalidad similar, entre las que se pueden incluir Paul Brook, Paul Rabiger, Strictly Kev y Issac Elliston.

## Discografía

### Discografía
- Jazz Brakes Vol. 1 (Oct 1990, Cat n.º ZENCD 001)
- Jazz Brakes Vol. 2 (Sep 1991, Cat n.º ZENCD 002)
- Jazz Brakes Vol. 3 (Jul 1992, Cat n.º ZENCD 003)
- Jazz Brakes Vol. 4 (Jun 1993, Cat n.º ZENCD 006)
- Jazz Brakes Vol. 5 (Oct 1994, Cat n.º ZENCD 010)
- A Recipe For Disaster (Oct 1995, Cat n.º ZENCD 020)
- Refried Food (álbum remix) (Jan 1996, ZENCD 021)
- Kaleidoscope (Apr 2000, Cat n.º ZENCD 047)

Refried Food volvió a publicarse en 2003 como un doble CD con remixes adicionales.

### DJ Mix álbumes
- Blech II: Blechsdottir (1996, publicado en Rough Trade en Germany, Cat n.º RTD 126.3175.2)

Mixed por PC y Strictly Kev.
- Plastic Apple (Oct 1996, publicado en Aura Surround Sounds, Cat n.º SUCD 005)

Disco 1 es un mix de 56 minutos de DJ Food. Discos 2 & 3 están creados por el artistaMLO
- ColdKrushCuts (Feb 1997, Ninja Tune, Cat n.º ZENCD 026)

Álbum mix de colaboración entre Coldcut, DJ Krush y DJ Food
- Solid Steel Presents DJ Food & DK: Now, Listen! (Oct 2001, Cat n.º ZENCD055)

Álbum mix para la serie de mixes Solid Steel de Ninja Tune, junto al productor DK.
- Solid Steel Presents DJ Food & DK: Now, Listen Again! (March 2007, Cat n.º ZENCD123)

### Discos exclusivos en Internet
- The History of the Cut up: Raiding the 20th Century (Words and Music Expansion) Enlace